# Hemberg
Hemberg is een plaats en voormalige gemeente in het Zwitserse kanton Sankt Gallen, en maakt deel uit van het district Toggenburg.
Hemberg telt 949 inwoners.

## Geschiedenis
Op 1 januari 2023 werd Hemberg opgenomen in de in 2009 gevormde gemeente .Neckertal.

## Geboren
- Patrick Schelling (1990), wielrenner
- Remo Forrer (2001), zanger

## Overleden
- Anna Barbara Giezendanner (1831-1905), kunstschilderes